# Pfaffendorf (Pfeffenhausen)
Pfaffendorf ist ein Ortsteil des Marktes Pfeffenhausen im niederbayerischen Landkreis Landshut.

## Geographie und Verkehrsanbindung
Das Pfarrdorf liegt südwestlich des Kernortes Pfeffenhausen an der Kreisstraße LA 39. Unweit östlich verläuft die B 299. Durch den Ort fließt die Große Laber.

## Geschichte
Pfaffendorf bildete eine geschlossene Hofmark, die als Teil der Erbmasse der Kärgl 1615 von den Gumppenberg und später von den Grafen Lerchenfeld übernommen wurde. 1832 hatte das Dorf 18 Häuser und 83 Einwohner.
Die Gemeinde Pfaffendorf ging aus dem Steuerdistrikt Rainertshausen hervor und setzte sich anfangs aus den alten Hofmarken Pfaffendorf und Egglhausen zusammen. Sie gehörte zunächst zum Landgericht Pfaffenberg und kam dann zum 1838 eingerichteten Landgericht Rottenburg. 1862 kam sie zu dem in diesem Jahr geschaffenen Bezirksamt Rottenburg und wurde 1939 Teil des Landkreises Rottenburg an der Laaber. 1945/1946 wurde sie um die aufgelöste Gemeinde Koppenwall erweitert. Am 1. Mai 1978 wurde die Gemeinde Pfaffendorf im Zuge der Gebietsreform in Bayern in den Markt Pfeffenhausen eingegliedert.

## Sehenswürdigkeiten
In der Liste der Baudenkmäler in Pfeffenhausen sind für Pfaffendorf zwei Baudenkmäler aufgeführt:
- Die katholische Pfarrkirche Mariä Opferung und Kapelle
  - Die Pfarrkirche ist ein spätgotischer Bau des 15. Jahrhunderts, der 1718 barockisiert wurde. Südliches Seitenschiff, Sakristei und Westempore stammen aus dem Jahr 1739. Der nördliche Chorflankenturm trägt einen Spitzhelm.
  - Die Seelenkapelle ist ein massiver Satteldachbau aus dem 18. Jahrhundert.
- Der ehemalige Bauernhof (Haus Nr. 2) besteht aus
  - dem Wohnhaus, einem zweigeschossigen, verputzten Ziegelbau mit Satteldach und Sohlbankgesimsen; an der Giebelfassade befindet sich die Jahreszahl 1875
  - einem anschließenden Stall, einem eingeschossigen Satteldachbau
  - einem Stadel, einem verputzten Ziegelbau mit Satteldach, stammt aus dem letzten Viertel des 19. Jahrhunderts

## Vereine
- Freiwillige Feuerwehr Pfaffendorf
- Katholischer Frauenbund Rainertshausen/Pfaffendorf
- KLB Rainertshausen/Pfaffendorf